# Docleopsis boradioides
Docleopsis boradioides är en fjärilsart som beskrevs av Semper 1898. Docleopsis boradioides ingår i släktet Docleopsis och familjen bastardsvärmare. Inga underarter finns listade i Catalogue of Life.